# NGC 5823
Coordenadas:  15h 05m 44.8s, −-55° 37′ 30″
NCG 5823 (Caldwell 88) es un cúmulo abierto en la constelación de Circinus, cerca (no al lado) de la esquina de la constelación de Lupus. Fue descubierto por el astrónomo escocés James Dunlop.

## Localización
Abajo se puede ver un mapa de su localización espacial.

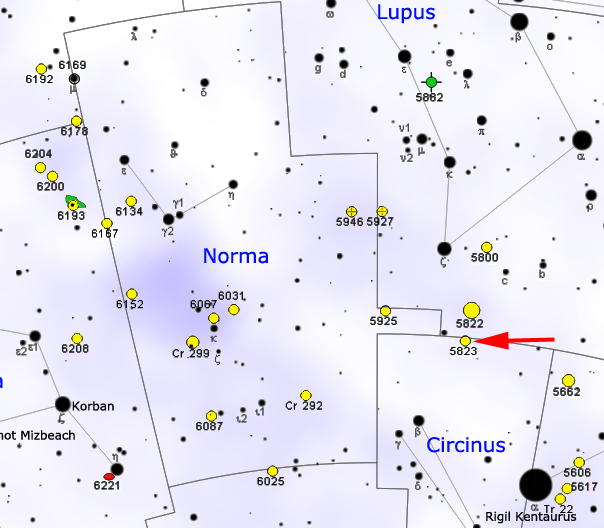
Locslización de NGC 5823